# John Robertson (Fußballspieler, 1953)
John Neilson Robertson (* 20. Januar 1953 in Uddingston South Lanarkshire, Schottland) ist ein ehemaliger schottischer Fußballspieler und -trainer.

## Spielerkarriere
John Robertson startete 1970 seine Karriere als Fußballprofi bei Nottingham Forest. Nach fünf Jahren Zweitklassigkeit schaffte er in der Saison 1976/77 mit seiner Mannschaft den Wiederaufstieg in die Football League First Division. Er konnte in 41 Ligaspielen 6 Tore erzielen.
In der Football League First Division 1977/78 gelang seiner Mannschaft die Sensation, als Aufsteiger die Meisterschaft vor dem FC Liverpool zu gewinnen. Robertson gelang dabei eine ausgezeichnete Saison mit zwölf Toren in 42 Spielen. Trainiert wurde die Mannschaft von Brian Clough, mit dem Forest Ende der 70er bzw. Anfang der 80er Jahre seine erfolgreichste Zeit in der Vereinsgeschichte hatte.
Auch die folgende Saison lief sehr erfolgreich und konnte mir Platz 2 in der Football League First Division 1978/79 und dem Gewinn des Landesmeister-Cup 1979 abgeschlossen werden. Im Finale konnte der schwedische Meister Malmö FF in München mit 1:0 bezwungen werden. Den Siegtreffer erzielte Trevor Francis.
Als Titelverteidiger startete Nottingham auch im Landesmeister-Cup 1980 und konnte den Titel in Madrid durch ein Tor von Robertson mit 1:0 gegen den Hamburger SV gewinnen. In der First Division reichte es 1980 zu einem fünften Platz. Der Titelhattrick gelang im Landesmeister-Cup 1981 nicht, bereits in der 1. Runde scheiterte Forest am bulgarischen Meister ZSKA Sofia und auch in der Liga erreichte man am Ende nur Platz 7.
Damit waren drei überragende Spielzeiten vergangen, in denen ein Gewinn der Meisterschaft, jeweils zwei Erfolge im Europapokal der Landesmeister und im Liga-Cup sowie der Gewinn des Europäischen Supercup 1979 stand. Neben John Robertson prägten Torhüter Peter Shilton, Verteidiger Viv Anderson, Mittelfeldspieler Martin O’Neill und Stürmer Trevor Francis den Verein in dieser Zeit.
Im Juli 1983 wechselte er zum Rivalen Derby County und kehrte im August 1985 noch einmal für eine Saison zu Nottingham Forest zurück. 1986 beendete er seine erfolgreiche Profikarriere im Alter von 33 Jahren.
In der Folgezeit arbeitete er als Chef-Scout und Co-Trainer zusammen mit seinem ehemaligen Mitspieler Martin O’Neill. Diese Tätigkeit führte ihn nach Stationen bei Wycombe Wanderers, Norwich City, Leicester City und Celtic Glasgow im Jahr 2006 zu Premier-League-Club Aston Villa, wo er noch heute tätig ist.

## Schottische Nationalmannschaft
Zwischen 1978 und 1983 bestritt John Robertson 28 Länderspiele für Schottland, in denen er 8 Tore erzielte.
Der Höhepunkt seiner Nationalmannschaftskarriere war die Teilnahme an der Fußball-Weltmeisterschaft 1982 in Spanien. Er erzielte dabei beim 5:2 Auftaktsieg gegen Neuseeland seinen einzigen Turniertreffer. Nach einer 1:4-Niederlage gegen Brasilien und einem 2:2 gegen die Sowjetunion schied Schottland bereits in der Vorrunde als Tabellendritter aus.

## Erfolge
- Englischer Meister: 1978 (mit Nottingham Forest)
- Europapokalsieger der Landesmeister: 1979, 1980 (mit Nottingham Forest)
- Europäischer Supercup-Gewinner: 1979 (mit Nottingham Forest)
- Englischer Ligapokalsieger: 1978, 1979 (mit Nottingham Forest)